# オオニシキソウ
オオニシキソウ（大錦草、学名: Euphorbia nutans）は、トウダイグサ科トウダイグサ属の植物の一種。種小名の nutans はラテン語で「会釈する、うなずく」の意。以前は近縁種と共にニシキソウ属 (Chamaesyce) に分類されることもあったが、最近のDNA配列研究によってトウダイグサ属に移された。ニシキソウ亜属 (Chamaesyce) に分類されることもある。

## 形態・生態
一年草であり、茎に沿った楕円形の葉の対を持ち、真っ直ぐ成長する。葉は最長3.5センチメートルで、毛で覆われているか無毛であり、細かい鋸歯状である。花序は単生あるいは群生である。それぞれの花序は杯状花序  (cyathium)  であり、実際の花の周りを平らな白あるいは赤の付属体が伴う。並んだ付属体の中心には、一つの雌花を囲んで複数の雄花がある。雌花は果実（幅約2ミリメートルの鞘）へと成長する。

## 分布・生育地
アメリカ合衆国東部および南米の一部が原産である。原産地の一部や帰化した地域では雑草として知られている。